# Грайпель, Андре

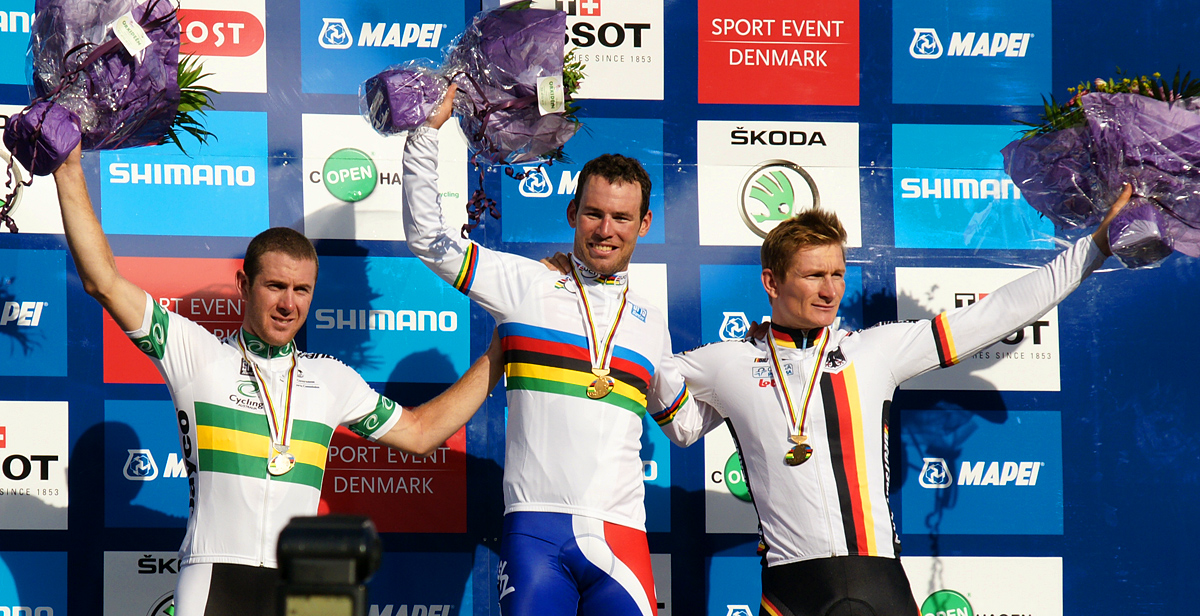
Подиум чемпионата мира 2011 в групповой гонке, Грайпель справа

Андре Грайпель (нем. André Greipel) — немецкий профессиональный шоссейный велогонщик, в c 2019 года выступающий за команду «Arkéa–Samsic». Бронзовый призёр чемпионата мира 2011 года в групповой гонке.  Победитель двадцати одного этапа на всех трёх гранд-турах. Трёхкратный Чемпион Германии в групповой гонке (2013, 2014, 2016). Грайпель — чистый спринтер, наряду с британцем Марком Кавендишем является самым «плодовитым» на победы велогонщиком современности.

## Достижения
2003
1-й Гран-при Верегема
1-й Этап 1 Тур Берлина
1-й Этап 2 Тур Тюрингии U23
2004
Гран-при Вильгельма Телля
1-й Пролог & Этап 4b
1-й Этап 3 Тур Луара и Шера
1-й Этап 1 Тур Тюрингии U23
2005
1-й Этап 6 Тур Дании
2006
1-й Этапы 1 & 4 Тур Рейнланд-Пфальца
2007
1-й Этапы 1 & 2 Тур Саксонии
2008
1-й  Тур Даун Андер
1-й  Очковая классификация
1-й Этапы 2, 4, 5 & 6
1-й Чемпионат Фландрии
1-й Тур Мюнстера
1-й Тур Нюрнберга
1-й Пипл’с Чойс Классик
Тур Австрии
1-й  Очковая классификация
1-й Этап 4
1-й Этап 17 Джиро д’Италия
1-й Этап 4 Тур Германии
3-й Нокере Курсе
5-й Энеко Тур
1-й Этап 2
1-й Этапы 1 & 3 Тур Саксонии
2009
1-й Париж — Бурж
1-й Нойсен Классикс
1-й Чемпионат Филадельфии
Вуэльта Испании
1-й  Очковая классификация
1-й Этапы 4, 5 16 & 21
Тур Австрии
1-й  Очковая классификация
1-й Этапы 1, 6 & 8
1-й Этапы 1, 3 & 5 Тур Баварии
1-й Этапы 1, 2 & 4 Стер Электротур
1-й Этап 1 Тур Даун Андер
1-й Этап 7 Тур Польши
1-й Этап 1 Тур Саксонии
Четыре дня Дюнкерка
1-й  Очковая классификация
1-й Этап 6
2010
1-й  Тур Даун Андер
1-й  Очковая классификация
1-й Этапы 1, 2 & 4
1-й Трофео Пальманова
Тур Австрии
1-й  Очковая классификация
1-й Этапы 1 & 6
Вольта Алгарви
1-й  Очковая классификация
1-й Этап 2
1-й Этап 18 Джиро д’Италия
1-й Этапы 2 & 7 Тур Польши
1-й Этапы 2 & 6 Энеко Тур
1-й Этапы 1, 6 & 8 Тур Британии
2-й Трофео Кала Миллор
2-й Тур Кёльна
3-й Тур Бохума
3-й Ваттенфаль Классик
Тур Турции
1-й  Очковая классификация
1-й Этапы 1 (ИГ), 2, 5, 6 & 8
2011
Тур Бельгии
1-й  Очковая классификация
1-й Этапы 1 & 4
1-й Этап 10 Тур де Франс
1-й Этапы 1 & 2 Энеко Тур
1-й Этап 1 Три дня Де-Панне
1-й Этап 6 Тур Турции
1-й Этап 4 Вольта Алгарви
2-й Мемориал Ван Стенбергена
2-й Чемпионат Фландрии
3-й Кюрне — Брюссель — Кюрне
3-й  Чемпионат мира в групповой гонке
4-й Гент — Вевельгем
7-й Тур Даун Андер
2012
1-й ПроГонка Берлина
1-й Гран-при Импанис–Ван Петегем
1-й Пипл’с Чойс Классик
Тур Бельгии
1-й  Очковая классификация
1-й Этапы 1, 2 & 3
Тур Люксембурга
1-й  Очковая классификация
1-й Этапы 1 & 2
Тур де Франс
1-й Этапы 4, 5, 13
Тур Даун Андер
1-й Этапы 1, 3 & 6
1-й Этапы 1 & 4 Тур Омана
1-й Этап 2 Тур Турции
1-й Этап 2 Стер ЗЛМ Тур
2-й Ворлд Портс Классик
2-й Ваттенфаль Классик
5-й Классика Гамбурга
1-й Этапы 1 & 2 Тур Дании
2013
1-й  Чемпионат Германии в групповой гонке
1-й Классика Брюсселя
1-й Пипл’с Чойс Классик
1-й Тур Зеландии
Тур Турции
1-й  Очковая классификация
1-й Этапы 4 & 5
Тур Бельгии
1-й  Очковая классификация
1-й Этапы 1 & 2
Тур Даун Андер
1-й Этапы 1, 4 & 6
1-й Этап 6 Тур де Франс
1-й Этап 4 Энеко Тур
1-й Этап 1 Тур Средиземноморья
2-й Стер ЗЛМ Тур
1-й  Очковая классификация
2-й Ваттенфаль Классик
2-й Гран-при Фурми
3-й Классика Гамбурга
3-й ПроГонка Берлина
2014
1-й  Чемпионат Германии в групповой гонке
1-й Классика Брюсселя
1-й Гран-при Ефа Схеренса
1-й Тур Мюнстера
Тур Омана
1-й  Очковая классификация
1-й Этапы 1, 3 & 6
1-й Этап 6 Тур де Франс
1-й Этапы 4 & 6 Тур Даун Андер
1-й Этапы 1 & 4 Тур Люксембурга
1-й Этап 4 Тур Бельгии
1-й Этап 6 Стер ЗЛМ Тур
2-й Пипл’с Чойс Классик
1-й Этап 1 Ворлд Портс Классик
1-й Этап 5 Тур Катара
2015
1-й Ваттенфаль Классик
1-й  Стер ЗЛМ Тур
1-й  Очковая классификация
1-й Этапы 1 & 2
Энеко Тур
1-й  Очковая классификация
1-й Этап 2
Тур Люксембурга
1-й  Очковая классификация
1-й Этапы 1 & 3
Тур де Франс
1-й Этапы 2, 5, 15 & 21
1-й Этап 6 Джиро д’Италия
1-й Этап 2 Париж — Ницца
1-й Этап 7 Тур Британии
1-й Этап 4 Тур Турции
1-й Этап 5 Вольта Алгарви
2-й Трофео Пальма
2016
1-й  Чемпионат Германии в групповой гонке
Джиро д’Италия
1-й Этапы 5, 7 & 12
1-й Этап 21 Тур де Франс
1-й Трофео Порререс
1-й Трофео Пальма
1-й Этап 1 Тур Британии
1-й Этап 3 Тур Турции
1-й Этап 1 Тур Люксембурга
2-й Тур Кёльна
3-й Схелдепрейс
10-й Классика Гамбурга
2017
1-й Трофео Порререс
1-й Омлоп Еврометрополь
Вольта Алгарви
1-й  Очковая классификация
1-й Этап 4
1-й Этап 2 Джиро д’Италия
1-й Этап 5 Париж — Ницца
3-й Тур Мюнстера
3-й Классика Брюсселя
3-й Примус Классик
5-й Классика Гамбурга
7-й Париж — Рубе
2018
1-й Этапы 1 & 6 Тур Даун Андер
Тур Бельгии
1-й  Очковая классификация
1-й Этапы 1 & 2
2-й Четыре дня Дюнкерка
1-й Этапы 2 & 5
2-й Пипл’с Чойс Классик
2019
1-й на этапе 6 Тропикале Амисса Бонго

## Статистика выступлений

### Гранд-туры
|                       | 2006 | 2007 | 2008 | 2009 | 2010  | 2011 | 2012 | 2013 | 2014 | 2015  | 2016  | 2017  |
| Джиро д’Италия        | НС   | НС   | 133  | НС   | НФ-18 | НС   | НС   | НС   | НС   | НФ-14 | НФ-13 | НФ-14 |
| Выигранные этапы      | -    | -    | 1    | -    | 1     | -    | -    | -    | -    | 1     | 3     | 1     |
| Очковая классификация | -    | -    | 32   | -    | -     | -    | -    | -    | -    | -     | -     | -     |
| Тур де Франс          | НС   | НС   | НС   | НС   | НС    | 156  | 123  | 129  | 149  | 134   | 133   | 149   |
| Выигранные этапы      | -    | -    | -    | -    | -     | 1    | 3    | 1    | 1    | 4     | 1     | -     |
| Очковая классификация | -    | -    | -    | -    | -     | 7    | 2    | 3    | 7    | 2     | 4     | 2     |
| Вуэльта Испании       | НФ-8 | 125  | DNE  | 107  | НС    | НС   | НС   | НС   | НС   | НС    | НС    | НС    |
| Выигранные этапы      | -    | -    | -    | 4    | -     | -    | -    | -    | -    | -     | -     | -     |
| Очковая классификация | -    | 12   | -    | 1    | -     | -    | -    | -    | -    | -     | -     | -     |

НС - не стартовал, НФ-х - сошёл на этапе номер "х"